# Свистун високогірний
Свистун високогірний (Pachycephala lorentzi) — вид горобцеподібних птахів родини свистунових (Pachycephalidae). Ендемік Нової Гвінеї. Початково був описаний як підвид королівського свистуна.

## Поширення і екологія
Високогірські свистуни живуть в гірських тропічних лісах і чагарникових заростях на висоті від 1750 до 3800 м над рівнем моря.